# Podsrnetica (Petrovac)
Podsrnetica (szerbül: Подсрнетица) falu Bosznia-Hercegovinában, Bosanska krajina területén, a Szerb Köztársaságban. A daytoni békeszerződés után megosztott Podsrnetica településenek a Szerb Köztársaság területéhez tartozó, kis része.

## Fekvése
Bosznia-Hercegovina nyugati részén, Banja Lukától légvonalban 57, közúton 97 km-re délnyugatra, községközpontjától 8 km-re északkeletre fekszik. A Srnetica-hegység lábánál fekvő magas fekvésű település, amely messze a Bravsko polje déli, lapos része fölé emelkedik, és egy része felkúszik a Srnetica oldalára.

## Népessége
| Nemzetiségi csoport | Népesség 1991 | Népesség 2013 |
| ------------------- | ------------- | ------------- |
| Szerb               | 97            | 0             |
| Bosnyák             | 0             | 0             |
| Horvát              | 0             | 0             |
| Jugoszláv           | 1             | 0             |
| Egyéb               | 0             | 0             |
| Összesen            | 98            | 0             |

## Története
A középkorban ez a terület a horvát-magyar állam része volt, majd 1463-ban ez a terület is az oszmán állam része lett. Területe 1878-ig tartozott az Oszmán Birodalomhoz, majd az Osztrák-Magyar Monarchia része lett. A monarchia szétesésével 1918-ben előbb a Szerb-Horvát-Szlovén Királyság, majd 1929-től a Jugoszláv Királyság része. A Jugoszláv Királyságban a falu a Vrbaska banovina része volt. Jugoszlávia megszállása után a falu a Független Horvát Állam (NDH) része, majd 1945-től a szocialista Jugoszlávia része volt.
A település 1995 szeptemberéig a boszniai szerb katonai egységek ellenőrzése alatt állt. A boszniai háborút lezáró daytoni békeszerződés rendelkezése alapján az ország területét felosztották a Bosznia-hercegovinai Föderáció és a boszniai Szerb Köztársaság között, ennek során a település nagyobbik része a föderációhoz került, csak egy kisebb terület került Szerb Köztársasághoz.